# Gameplay non lineare

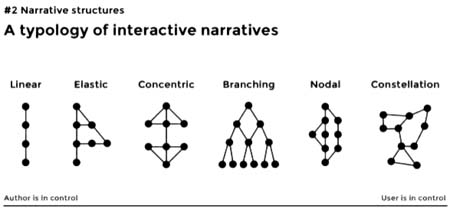
Vari modi in cui può essere strutturata una narrazione. Tra cui il metodo lineare, e quello ramificato (branching).

Un videogioco con gameplay non lineare presenta un'esperienza di gioco basata su una serie di sfide e/o capitoli che possono essere affrontati in molti modi diversi a discrezione del videogiocatore. Il giocatore può quindi scegliere e decidere autonomamente quando e come affrontare le varie sfide proposte dal videogioco. 
Al contrario, un videogioco con gameplay lineare porta il giocatore davanti a una serie di sfide prefissata, che non potrà essere soggetta a rilevanti variazioni: ogni videogiocatore affronterà, quindi, nello stesso ordine, ogni parte del videogioco.
Un videogioco non lineare permette una maggiore libertà di gioco rispetto a un videogioco lineare. Ad esempio, un gioco non lineare può offrire diversi modi per essere terminato, può contenere svariati percorsi da intraprendere per portare a termine l'avventura, diversi finali o modi di iniziare, senza tralasciare eventuali sottotrame e missioni secondarie opzionali che possono influire nei modi più disparati sulla trama principale.
Alcuni giochi dispongono sia di elementi lineari che non lineari, altri offrono una modalità definita sandbox che consente di esplorare un ambiente di gioco aperto senza imporre un particolare obiettivo da raggiungere, ma lasciandolo inventare al giocatore e lasciandogli modificare il mondo di gioco (esempi di questo genere sono Minecraft e Terraria).

## Applicazioni del gameplay non lineare
I videogiochi dotati di gameplay lineare utilizzano storie lineari e sono quelle in cui il giocatore non può cambiare il modo in cui deve essere affrontata l'avventura o la fine della stessa. Questa categoria è caratterizzata da una struttura lineare, che li rende, di conseguenza, più simili tra loro da questo punto di vista. 
Quando si parla di videogiochi con un gameplay non lineare è più comune, invece, la presenza o di una narrazione interattiva, in cui un giocatore deve interagire con qualcosa prima che la trama possa essere portata avanti, o di narrazioni non lineari in cui gli eventi della storia vengono rappresentati in un ordine non cronologico. Molti giochi hanno offerto finali prematuri nel momento in cui il giocatore non si fosse dimostrato in grado di raggiungere un particolare obiettivo preciso, ma in questi casi si tratta solo di interruzioni del progresso di un giocatore, piuttosto che di finali veri e propri. Anche nei giochi con una storia lineare, i giocatori interagiscono con il mondo del gioco eseguendo una varietà di azioni lungo la strada.

### Trama interattiva
Alcune esperienze di gioco non lineari hanno iniziato a offrire finali multipli per aumentare l'effetto drammatico delle scelte morali all'interno del gioco. Tuttavia, alcuni sono andati oltre le solite piccole scelte e i finali speciali, offrendo una trama più ramificata e complessa, conosciuta come trama interattiva, che i giocatori possono controllare nei punti critici del gioco. In alcuni casi il giocatore ha la possibilità di scegliere quale ramo della trama seguire, mentre altre volte il percorso sarà basato sul successo o sul fallimento del giocatore in una sfida specifica. 
Ad esempio, la famosa serie Fallout presenta numerose missioni secondarie in cui le azioni dei giocatori modificano e plasmano l'esito della storia principale. I giocatori di Fallout, infatti, sono liberi di eliminare definitivamente i personaggi del gioco dal mondo virtuale se lo desiderano, e in tal modo possono modificare in modo diretto il numero e il tipo di missioni che saranno disponibili durante il proseguimento dell'avventura. Gli effetti di tali decisioni possono non essere immediati. I rami della storia possono incrociarsi fra loro o dividersi in diversi punti del gioco, ma raramente al giocatore è permesso di ritornare indietro. Altri giochi permettono anche diversi approcci alla storia attraverso una schermata di selezione dei personaggi (tipica in particolare dei GDR sia offline che online) dalla cui scelta dipenderà il modo in cui il giocatore stesso affronterà le varie sfide che gli si presenteranno davanti.

### Videogiochi con tratti sia lineari che non
Come compromesso tra i gameplay lineari e le non lineari, ci sono giochi dotati di un'esperienza di gioco che prevede più storie che si dividono in più filoni per poi riunirsi in una singola trama. In queste storie, la trama si suddivide inizialmente per poi convergere in un unico punto grazie a qualche evento inevitabile, dando l'idea di un gameplay non lineare attraverso l'uso di narrazioni non lineari, senza però l'utilizzo della trama interattiva. Questo tipo di gameplay è tipico dei giochi di avventura grafica, tra cui ricordiamo la serie Syberia (2002). 
Un videogioco con gameplay non lineare con una storia interamente non lineare sarebbe scritta solo dalle azioni del giocatore, rimanendo una sfida difficile per gli sviluppatori. In quanto tale, spesso la componente della storia nei videogiochi totalmente non lineari è pressoché assente.

### Romanzi visivi
Il gameplay non lineare è una tendenza comune nelle così dette visual novel (romanzi visivi), un sottogruppo di narrativa interattiva e giochi d'avventura. I romanzi visivi utilizzano spesso più storie inserendole nella classica struttura ramificata per ottenere più finali diversi, dando libertà di scelta lungo lo svolgimento del gioco. I punti decisionali all'interno di un romanzo visivo spesso si presentano ai giocatori in punti ben precisi con l'obiettivo di modificare il corso degli eventi durante il gioco, portando a molti risultati diversi. Questo genere è molto popolare in Asia orientale, specialmente in Giappone, dove rappresenta quasi il 70% dei giochi per PC.
Un titolo molto apprezzato è stato 999: Nine Hours, Nine Persons, Nine Doors, in cui quasi ogni scelta riguardante un'azione o un dialogo può portare a percorsi e finali completamente nuovi. Ogni percorso rivela solo alcuni aspetti della trama generale e solo dopo aver scoperto tutti i possibili percorsi e risultati diversi attraverso più partite tutto si riunisce per formare una storia coerente e ben scritta.
Non è raro che i romanzi visivi dispongano di fini morali. Un noto esempio è il titolo School Days del 2005, un romanzo visivo animato che Kotaku descrive come andare ben oltre i soliti sistemi di scelta "bianco e nero" (riferendosi a videogiochi come Mass Effect, Fallout 3 e BioShock) dove "scegli un colore e continui con esso" lasciando "tutta la parte grigia che c'è fra i due estremi inesplorata". In School Days invece i giocatori sono incoraggiati a esplorare la parte grigia e neutrale per vedere i finali più interessanti e "cattivi".
Non è raro che anche i romanzi visivi abbiano più protagonisti; ciò permette di offrire un gameplay più ricco dando diverse prospettive sulla storia. EVE Burst Error (1995) è stato uno dei primi titoli a inserire questa novità al gameplay, permettendo al giocatore di passare da un protagonista all'altro in qualsiasi momento del gioco anziché obbligarlo a finire il titolo con uno dei due protagonisti prima di poterlo giocare con l'altro. EVE Burst Error spesso richiede al giocatore che entrambi i protagonisti collaborino tra loro in vari punti durante il gioco, con scelte che li influenzano l'un l'altro nello scenario. Fate/stay night (2004) può essere un altro esempio di questo tipo.
Un altro approccio al gameplay e, di conseguenza, alla narrazione non lineare può essere visto in Cosmology of Kyoto. Il gioco manca di una trama complessiva, ma presenta narrazioni e situazioni frammentate in modo non lineare, in quanto il personaggio controllato dal giocatore incontra diversi personaggi non giocanti mentre vaga per la città. Queste narrazioni sono tutte raccolte dal sistema in un'enciclopedia, che si aggiorna in modo differente a seconda delle scelte fatte dal giocatore. Mano a mano che quest'ultimo avanza nel gioco, incontra diversi personaggi e luoghi, con diverse storie, situazioni e informazioni correlate che appaiono in luoghi distinti. Di conseguenza ogni volta che il giocatore reinizierà e completerà l'avventura si ritroverà di fronte a una nuova enciclopedia che risulterà diversa dalle precedenti e successive a meno che non rifaccia in ogni playtrough le stesse scelte.

### Giochi di ruolo
Ulteriori esempi di applicazioni del gameplay non lineare possono essere individuati nei videogiochi di ruolo. 
Un primo esempio è il gioco di ruolo fantasy Might and Magic II: Gates to Another World pubblicato nel 1999, dove i giocatori devono scegliere tra Luce e Oscurità. Mentre il lato oscuro vuole distruggere il mondo di Enroth, l'altro cerca di salvarlo. La scelta determina quali livelli i personaggi del giocatore possono affrontare e le missioni che devono fare nel gioco. All'inizio, il giocatore deve già scegliere quale lato supportare in una guerra fra Elfi e Uomini, oppure optare per il rimanere neutri. Questa scelta andrà a influire sulla bandiera esposta nel Castello di Harmondale e su alcune missioni, ma non sul risultato finale.
Un secondo esempio è Fallout: New Vegas, dove il gameplay è fortemente determinato dalle decisioni del giocatore. Quest'ultimo infatti deve decidere quale delle tre diverse fazioni aiutare nell'ottenere il controllo dell'area che circonda una Las Vegas post-apocalittica. Ognuna delle tre fazioni mira a controllare la diga di Hoover, unica fonte di elettricità e acqua pulita depurata dalle radiazioni rimasta nel territorio. Una quarta opzione consiste nell'unirsi a un robot chiamato Yes Man e prevalere sulle altre fazioni eliminandone i rispettivi leader; ciò consente al giocatore di agire da solo senza seguire alcun ideale proposto dalle fazioni e di assumere da solo il controllo della diga di Hoover.
Un altro esempio di RPG è la serie Star Ocean, dove la trama non è influenzata da scelte morali come in altri giochi di ruolo, ma ispirata dalle relazioni amorose, dall'amicizia e dai punti in comune tra ciascuno dei personaggi. Star Ocean: The Second Story (1998) offre fino a 86 finali differenti con centinaia di cambiamenti, fissando un punto di riferimento per il numero di possibili risultati diversi per un videogioco del genere.
Un'altra variante unica di questo sistema è la serie Sakura Wars, che dispone di un sistema di scelta rapida in tempo reale, in cui, durante un evento o una conversazione, il giocatore deve scegliere a seconda dei casi un'azione, un dialogo entro un determinato tempo (oppure può anche non fare nulla e lasciare terminare il tempo); la scelta del giocatore, o la sua mancanza, influenzerà la relazione del personaggio del giocatore con altri personaggi e, a sua volta, la direzione e l'esito della trama. I giochi successivi della serie hanno aggiunto varie varianti, tra cui un indicatore di intensità dell'azione che può essere aumentato o diminuito a seconda della situazione e un indicatore che il giocatore può manipolare utilizzando l'analogico del joystick a seconda della situazione.
Un simile sistema di conversazione è apparso successivamente in un gioco di ruolo più recente pubblicato da Sega, Alpha Protocol.

## Level design
A seconda del tipo di gameplay proposto, il livello, o addirittura il mondo, di gioco possono presentare strutture lineari e non lineari.
In un livello di tipo lineare c'è solo un percorso che il giocatore deve intraprendere per affrontarlo; nei giochi con gameplay non lineari, i giocatori dovranno invece rivisitare alcuni posti o scegliere tra più percorsi per completare il livello.
Un gioco più lineare richiede che un giocatore finisca i livelli in una sequenza fissa per vincere. La capacità di saltare, ripetere o scegliere tra i vari livelli quale affrontare prima e quale dopo rende questo tipo di gioco meno lineare. Super Mario Bros è un perfetto esempio di ciò: infatti in questo tipo di gioco il giocatore può avere accesso a zone segrete che permettono di saltare alcuni livelli del gioco.
In alcuni giochi, i livelli possono alternarsi tra il disegno lineare e il libero movimento a seconda dell'obiettivo. Super Mario 64 è un esempio in cui nelle missioni principali il personaggio e libero di muoversi all'interno del livello, mentre nei livelli in cui si incontra Bowser si passa a un'impostazione lineare dove l'obbiettivo è solamente arrivare alla fine.

### Mondi aperti e modalità sandbox
Quando un livello è sufficientemente grande e aperto, può essere descritto come un mondo aperto (open world), o "sandbox game".
In un gioco con modalità sandbox, un giocatore può disattivare e ignorare gli obiettivi di gioco e avere accesso illimitato agli oggetti. Ciò permette di sfruttare potenzialità del titolo che non erano state concesse al giocatore dallo sviluppatore del gioco. Una modalità sandbox è un'opzione in giochi altrimenti orientati verso obiettivi e si distingue dai giochi aperti che non hanno obiettivi, come SimCity. Un'altra mod popolare in modalità sandbox è Garry's Mod.